# ارسکنای علیا
ارسکنای علیا یکی از روستاهای استان آذربایجان شرقی است که در دهستان چاراویماق جنوب غربی بخش مرکزی شهرستان چاراویماق واقع شده‌است.این روستا ۷۵ نفر جمعیت دارد.